# Sandra (ca sĩ)
Sandra Ann Lauer, được biết đến chủ yếu với nghệ danh Sandra (phát âm tiếng Đức: [ˈzandʁa]; sinh ngày 18 tháng 5 năm 1962), là một ca sĩ pop người Đức nổi tiếng vào những năm 1980 và đầu những năm 1990 với một chuỗi các đĩa đơn thành công tại châu Âu, do chồng - cũng là bạn âm nhạc của cô lúc đó - Michael Cretu - đồng sản xuất, đáng chú ý nhất là "(I'll Never Be) Maria Magdalena" (1985), "In the Heat of the Night" (1985), "Everlasting Love" (1987), "Secret Land" (1988), "Hiroshima" (1990) and "Don't Be Aggressive" (1992). Các album Into a Secret Land (1988) và Close to Seven (1992) của Sandra được đánh giá rất tốt.
Trước khi bắt đầu sự nghiệp solo, Sandra là ca sĩ chính của ban nhạc disco gồm 3 nữ ca sĩ Arabesque, với nhiều fan hâm mộ từ Nhật Bản và Liên Xô. Ngoài ra, giữa năm 1990 và năm 2001, cô đã hát cho album phát hành của dự án âm nhạc rất thành công Enigma, với các bài top 10 tại Bắc Mỹ và Vương quốc Liên hiệp Anh. Trở thành một ngôi sao được sùng bài với một lượng fan hâm mộ lớn, Sandra giữ vị trí là một trong những ca sĩ nổi tiếng nhất trong những năm 1980 ở Châu Âu lục địa. Tại đỉnh cao nổi tiếng của mình, Sandra thậm chí đã bán nhiều đĩa hơn Madonna ở một số nước trên thế giới. Với doanh thu vượt 30 triệu đĩa trên toàn thế giới, Sandra đã thiết lập vị trí của mình với tư cách là ca sĩ người Đức thành công nhất của nhạc disco/pop.

## Discography
- The Long Play (1985)
- Mirrors (1986)
- Into a Secret Land (1988)
- Paintings in Yellow (1990)
- Close to Seven (1992)
- Fading Shades (1995)
- The Wheel of Time (2002)
- The Art of Love (2007)
- Back to Life (2009)
- Stay in Touch (2012)